# Скальоцци
Скальоцци (итал. scagliozzi, также scagliuzz, sgagliozzi или sgagliozze) — блюдо итальянской кухни, характерное для Фоджи, Бари, Неаполя, Мессины и Тосканы.

## Описание
Скальоцци – это поджаренные кусочки поленты. После приготовления поленты, её оставляют охладиться, она теряет часть влаги и становится более крепкой и упругой. Затем её нарезают треугольниками, подсаливают и обжаривают в кипящем масле. Исключением являются скальоции из Бари, которые обычно прямоугольной или квадратной формы.
В Неаполе они продаются в фриггиториях (закусочных с блюдами, приготовленными во фритюре)  с другими характерными блюдами, такими как оладьи пастакресьюте, скьюрилли (из цветков цуккини), жареные ломтики баклажанов в кляре, маленькие круглые аранчини и картофельные крокеты или крочче.
В Фодже они обычно продаются в фриггиториях и являются одним из основных продуктов традиционной кухни.
В Бари скальоцци появились в Средние века благодаря торговле с Венецианской республикой, и по традиции это блюдо можно найти в киосках, установленных в историческом центре, особенно во время праздников (Рождество или двух праздников, посвященных San Nicola di Bari) вместе с другими типичными блюдами, такими как панцеротто и попицце.
В Мессине они продаются исключительно уличными торговцами и являются типичной местной уличной едой.
Блюдо можно есть отдельно или в сопровождении кусочков плавленого сыра, оливок или различных соусов.

## Этимология
В Бари используемый термин склоняется исключительно в женском роде как sgagliozze, в то время как во всех других упомянутых городах также или исключительно используется мужской род: scagliozzi. Термин sgagliozzi относится к этимологии scaglia, грубо нарезанному куску; однако следует помнить, что в Южной Италии слово scagliozza также указывает на монету, поэтому оно также может быть связано с золотым цветом блюда.